# Centrosema triquetrum
Centrosema triquetrum är en ärtväxtart som först beskrevs av George Bentham, och fick sitt nu gällande namn av George Bentham. Centrosema triquetrum ingår i släktet Centrosema och familjen ärtväxter. Inga underarter finns listade i Catalogue of Life.